# Cyphomyia unicolor
Cyphomyia unicolor är en tvåvingeart som först beskrevs av Walker 1854.  Cyphomyia unicolor ingår i släktet Cyphomyia och familjen vapenflugor. Inga underarter finns listade i Catalogue of Life.